# Golden Axe Warrior
Golden Axe Warrior ein Action-Adventure für die Sega Master System. Es erschien April 1991 in den Vereinigten Staaten. Es ist Teil der Golden-Axe-Reihe. Das Spiel wurde als Teil der Sega Mega Drive Ultimate Collection erneut veröffentlicht.

## Spielprinzip
Der Spieler übernimmt die Kontrolle über einen Helden, der beliebig genannt werden kann.  Das Spiel bietet eine große Oberwelt mit vielen Feinden. Der Spieler muss im Spiel neun Kristalle finden. Die Kristalle sind in einem Labyrinth versteckt. Jedes Labyrinth wird von Monstern bewacht und ist voller Rätsel, die gelöst werden müssen, um den Boss zu erreichen und den Kristall zu holen. Im Laufe des Spiels sammelt der Spieler verschiedene Gegenstände und Fähigkeiten, die den Zugang zu bisher unerreichbaren Bereichen ermöglicht. Das zehnte Labyrinth ist erst nach dem Sammeln der neun Kristalle zugänglich. Der Spieler muss dann die Golden Axt finden und damit Death Adder besiegen.
Waffen und Rüstungen können verbessert und verschiedene magische Fähigkeiten erlernt werden. Die Verwendung von Magie erfordert die Verwendung von Töpfen, die nach jedem Gebrauch leer werden. Die Währung des Spiels sind von Feinden gesammelte Hörner. Diese Hörner können während des Spiels in Städten ausgegeben werden. Verborgene Bereiche können freigelegt werden, indem man mit der Axt Bäume fällt oder mit Erdmagie Steine freiräumt.

## Rezeption
Golden Axe Warrior bekam gemischte Kritiken. GamePro bewertete es mit 5 von 5 Punkten und verglich es mit den NES-Titeln Legend of Zelda und Willow. Gamepro kam zu dem Schluss, dass „Golden Axe Warrior“ „ein großartiges Spiel“ sei. Es erhielt auch positive Kritiken von den französischen Magazinen Joystick und Player One, die jeweils eine Bewertung von 88 % gaben. Video Games gab dem Spiel 81 %. Computer and Video Games gab dem Spiel schlechte Kritiken und bezeichnete das Spiel als ein „unglaublich langweiliges Rollenspiel“. IGN erwähnte das Spiel in seinem Artikel „A History of Gaming's Most Shameless Rip-Offs“ und nannte es eine Abzocke von The Legend of Zelda. Sie stellten Ähnlichkeiten bei Feinden und Kartendesigns fest und nannten den Soundtrack „unheimlich ähnlich“ zu „Zelda“, jedoch ohne jegliche Persönlichkeit.